# ملعب كيغيه
ملعب كيغيه (بالفرنسية: Stade de Kégué)‏ هو ملعب متعدد الاستخدام يقع في لومي عاصمة توغو. غالبًا ما يتم استخدامه لمباريات كرة القدم. يسع الملعب لجلوس 30 ألف متفرج. يعتبر الملعب الرسمي الذي يخوض فيه منتخب توغو مبارياته الدولية. تم بنائه في سنة 2000.